# Планте, Жак
Жак Планте́ (фр. Jacques Planté, 4 октября 1924, По — 21 ноября 1989, Экёвийи) — французский кинопродюсер, шахматист и профессиональный игрок в карты.

## Биография
В 1944 году добровольно вступил во Французскую армию. Позже получил юридическое и филологическое образование. Работал адвокатом. Позже оставил адвокатскую практику и начал работать в кинематографе. Был сначала вторым режиссером, потом занялся продюсированием фильмов.
Параллельно с кинематографом занимался шахматами, карточными играми, а также настольным теннисом и бильярдом.
Был чемпионом Франции по шахматам (в 1969 г. поделил 1—2 места с Г. Маццони и обошел его по дополнительным показателям). Становился чемпионом Парижа по шахматам 1950 г. В составе сборной Франции участвовал в матче со сборной СССР (в 1954 г.) и предварительных соревнованиях командного первенства Европы 1957 г.
Выиграл чемпионат Франции по бриджу.

## Фильмография
| Год  | Название фильма           | Оригинальное название          | Язык        | Режиссер               | Должность Планте         |
| ---- | ------------------------- | ------------------------------ | ----------- | ---------------------- | ------------------------ |
| 1949 | В царство небесное        | Au royaume des cieux           | Французский | Ж. Дювивье             | Ассистент режиссера      |
| 1951 | Мушкетеры короля          | Les mousquetaires du roi       | Французский | М. Абулькер и М. Ферри | Produktionsmanager       |
|      | Мессалина                 | Messalina                      | Итальянский | К. Галлоне             | Produktionsmanager       |
| 1952 | Ванда, грешница           | Wanda, la peccatrice           | Итальянский | Д. Колетти             | Produktionsmanager       |
| 1955 | Большие маневры           | Les Grandes Manœuvres          | Французский | Р. Клер                | Produktionsmanager       |
| 1956 | Порт де Лила              | Porte des Lilas                | Французский | Р. Клер                | Produktionsmanager       |
| 1958 | Викинги                   | The Vikings                    | Английский  | Р. Флейшер             | Produktionsmanager       |
|      | В эту ночь, там…          | Cette nuit là…                 | Французский | М. Казнёв              | Produktionsmanager       |
| 1959 | Разборки среди женщин     | Du rififi chez les femmes      | Французский | А. Жоффе               | Produktionsmanager       |
| 1960 | Взвесь весь риск          | Classe tous risques            | Французский | К. Соте                | Produktionsmanager       |
|      | Фортунат                  | Fortunat                       | Французский | А. Жоффе               | Produktionsmanager       |
| 1961 | Всё золото мира           | Tout l’or du monde             | Французский | Р. Клер                | Исполнительный продюсер  |
| 1962 | Воскресенья в Виль-д’Авре | Les Dimanches de Ville d’Avray | Французский | С. Бургиньон           | Produktionsmanager       |
|      | Поездка в Биарриц         | Le Voyage à Biarritz           | Французский | Ж. Гранжье             | Исполнительный продюсер  |
| 1973 | Сын                       | Le Fils                        | Французский | П. Гранье-Дефер        | Ассоциированный продюсер |
|      | Приключения раввина Якова | Les Aventures de Rabbi Jacob   | Французский | Ж. Ури                 | Ассоциированный продюсер |

## Спортивные результаты

### Шахматы
| Год  | Город | Соревнование                                     | + | − | = | Результат | Место |
| ---- | ----- | ------------------------------------------------ | - | - | - | --------- | ----- |
| 1950 | Париж | Чемпионат Парижа                                 |   |   |   |           | 1     |
| 1954 | Париж | Матч Франция — СССР (против И. Е. Болеславского) | 0 | 1 | 1 | ½ из 2    |       |
| 1955 | Париж | Международный турнир                             |   |   |   |           |       |
| 1969 | По    | Чемпионат Франции                                |   |   |   |           | 1—2   |